# Home Sweet Home
Home Sweet Home – pierwszy solowy album Brytyjskiego rapera Kano. Album został wydany 27 czerwca 2005.
Album okazał się być drugim wielkim Grime'owym albumem po Boy in da Corner Dizzee Rascal'a. Home Sweet Home został dobrze przyjęty przez krytyków, sprzedając się w liczbie ponad 250 tysięcy kopii dzięki czemu osiągnął status złotej płyty.

## Lista utworów
1. "Home Sweet Home" – 3:37
2. "Ghetto Kid" – 3:04
3. "P's and Q's" – 4:08
4. "Reload It" – 3:47
5. "Typical Me" – 4:37
6. "Mic Check" – 3:11
7. "Sometimes" – 3:35
8. "9 to 5" – 2:10
9. "Nite Nite" – 4:45
10. "Brown Eyes" – 3:49
11. "Remember Me" – 3:15
12. "I Don't Know Why" – 3:56
13. "How We Livin" – 3:48
14. "Nobody Don't Dance No More" – 3:52
15. "Signs in Life" – 6:09
16. "Boys Love Girls (Bonusowy Track)" – 4:02